# Caralluma mogadoxensis
Caralluma mogadoxensis är en oleanderväxtart som beskrevs av Emilio Chiovenda. Caralluma mogadoxensis ingår i släktet Caralluma och familjen oleanderväxter. Inga underarter finns listade i Catalogue of Life.